# Ceramica di Serra d'Alto

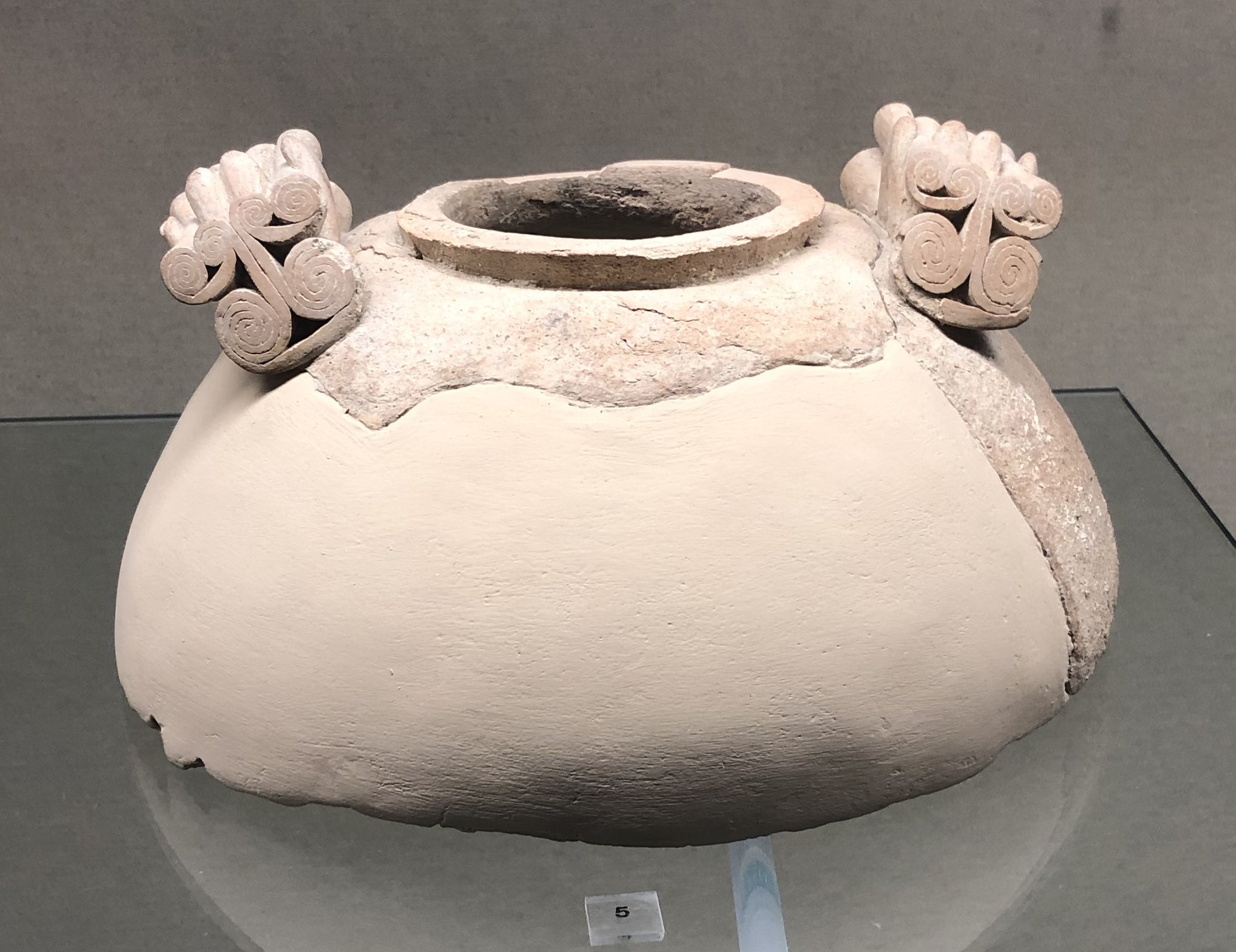
File:Olla sferica con anse

La ceramica di Serra d'Alto caratterizza la cultura di Serra d'Alto che si sviluppa nella seconda metà del V millennio a.C. nella parte meridionale della penisola italiana e in Sicilia.
La ceramica di Serra d'Alto è costituita da ceramica piuttosto grossolana con decorazioni incise e della ceramica più fine con sofisticate decorazioni dipinte..
Una ceramica con le stesse caratteristiche di quella di Serra d'Alto esiste a Malta. È rappresentativa della fase preistorica maltese di Scorba grigia 4.500 - 4.400 a.C..